# СКВІЧ
СКВІЧ (біл. СКВІЧ) — професіональний білоруський футбольний клуб з міста Мінськ, заснований у 2000 році. З 2003 по 2008 рік брав участь у Вищій лізі Білорусі (окрім 2004 і 2007 років). У 2014 році виступав у Другій лізі.

## Хронологія назв
- СКВІЧ (2001)
- «Локомотив» (2001—2008)
- СКВІЧ (з 2009 року)

## Історія
Клуб був заснований в 2000 році фірмою СКВІЧ, яка займалася будівництвом. Підтримку команді спочатку надавала Білоруський залізниця, тому основна команда клубу виступала під назвою «Локомотив». Клуб у перший же рік свого існування переміг у Другій лізі, а за підсумками сезону 2002 року отримав місце в елітному білоруському дивізіоні.
У 2003 — 2008 роках брав участь у Вищій лізі Білорусі (окрім 2004 і 2007 років), з 2009 виступав у Першій лізі. Протягом чотирьох сезонів клуб займав високі місця й претендував на чергове повернення в еліту.

### 2013
Після завершення сезону 2012 року команду через фінансові труднощі покинули майже всі гравці (залишився тільки досвідчений воротар Віталій Маковчик). Новий склад був зібраний за тиждень до матчу чвертьфіналу Кубка Білорусі проти брестейського «Динамо». У цьому матчі СКВІЧ отримав сенсаційну перемогу (1:0) і пробився в півфінал.
Але це було майже єдине досягнення команди в сезоні. У півфіналі СКВІЧ був розгромлений мінським «Динамо» (0:5), а в чемпіонаті зазнавав поразки за поразкою й закріпився на останньому рядку. В результаті вже за декілька турів до кінця СКВІЧ втратив шанси залишитися в Першій лізі. Отримавши в передостанньому турі перемогу над «Полоцьком» (5:1), СКВІЧ перегнав цей клуб і в підсумку посів 15 місце.

### 2014
Сезон 2014 року клуб розпочав у групі А другої ліги. Клуб виступав переважно молодими гравцями й швидко опинився в нижній частині турнірної таблиці. Через дефіцит воротарів на деякий час у ворота довелося стати навіть головному тренеру Євгену Ліньову. 
В результаті, клуб зайняв останнє 12 місце в групі А. Поступившись в стикових матчах Житковичский «ЮА-Строй», СКВІЧ посів останнє 24-е місце у Другій лізі.
У сезоні 2015 року клуб відмовився від участі у Другій лізі через фінансові труднощі й припинив існування.

## Досягнення
- Кубок Білорусі
  -  Фіналіст (1): 2003

- Перша ліга
  -  Чемпіон (1): 2004

- Друга ліга
  -  Чемпіон (1): 2001

- Найбільша перемога — 7:0 («ДСК-Гомель», 2012).
- Найбільша поразка — 0:12 («Приозер'я», 2014).

## Статистика виступів
| Сезон | Ліга              | М  | І  | В  | Н | П  | Голи  | Очки | Кубок       | Примітки           |
| ----- | ----------------- | -- | -- | -- | - | -- | ----- | ---- | ----------- | ------------------ |
| 2001  | Друга (Д3)        | 1  | 34 | 26 | 4 | 4  | 77–17 | 82   | 1/4 фіналу  | Вихід у Перша ліга |
| 2002  | Перша (Д2)        | 3  | 30 | 20 | 6 | 4  | 59–16 | 66   | Фіналіст    | Вихід у Вищу лігу  |
| 2003  | Вища (Д1)         | 15 | 30 | 5  | 9 | 16 | 16–42 | 24   | 1/4 фіналу  | Виліт у Першу лігу |
| 2004  | Перша (Д2)        | 1  | 30 | 24 | 3 | 3  | 75–25 | 75   | 1/16 фіналу | Вихід у Вищу лігу  |
| 2005  | Вища (Д1)         | 11 | 26 | 7  | 5 | 14 | 30–43 | 26   | 1/8 фіналу  |                    |
| 2006  | Вища (Д1)         | 13 | 26 | 5  | 4 | 17 | 26–52 | 19   | 1/8 фіналу  | Виліт у Першу лігу |
| 2007  | Перша (Д2)        | 3  | 26 | 16 | 4 | 6  | 49–21 | 52   | 1/8 фіналу  | Вихід у Вищу лігу  |
| 2008  | Вища (Д1)         | 14 | 30 | 6  | 7 | 17 | 28–50 | 25   | 1/8 фіналу  | Виліт у Першу лігу |
| 2009  | Перша (Д2)        | 5  | 26 | 11 | 6 | 9  | 37–29 | 39   | 1/32 фіналу |                    |
| 2010  | Перша (Д2)        | 2  | 30 | 17 | 7 | 6  | 52–21 | 58   | 1/16 фіналу |                    |
| 2010  | Перехідні матчі1  |    | 2  | 0  | 1 | 1  | 1–3   | 1    | 1/16 фіналу |                    |
| 2011  | Перша (Д2)        | 4  | 30 | 16 | 6 | 8  | 57–27 | 54   | 1/4 фіналу  |                    |
| 2012  | Перша (Д2)        | 4  | 28 | 16 | 7 | 5  | 61–19 | 55   | 1/2 фіналу  |                    |
| 2013  | Перша (Д2)        | 15 | 30 | 3  | 3 | 24 | 21–63 | 12   | 1/16 фіналу | Виліт у Другу лігу |
| 2014  | Друга — А (Д3)    | 12 | 22 | 1  | 3 | 18 | 18–80 | 6    | 1/64 фіналу |                    |
| 2014  | Матч за 23 місце2 | 24 | 2  | 0  | 0 | 2  | 2–6   | 0    | 1/64 фіналу |                    |

- 1 Перехідні матчі за місце у вищій лізі проти «Торпедо» (Жодіно), передостанньої команди вищої ліги 2010.
- 2 Стикові матчі проти клубу «ЮА-Строй» (Житковичі), які зайняли 12 місце в групі Б (2:3, 0:3).

## Відомі тренери
- Олександр Башмаков (2001)
- Анатолій Юревич (2002 — 2003)
- Олег Кононов (2003)
- Володимир Гольмак (2004)
- Анатолій Юревич (2005 — серпень 2006)
- Юрій Малєєв (серпень 2006 — літо 2007)
- Сергій Ясинський (літа 2007 — червень 2008)
- Сергій Кобельський (червень — липень 2008)
- В'ячеслав Акшаєв (липень 2008 — кінець 2008)
- Леонід Савицький (квітень — липень 2009)
- Сергій Боровський (серпень 2009 — грудень 2010)
- Володимир Гольмак (грудень 2010 — червень 2011)
- Антон Євсейчик (в.о. в червні — липні 2011)
- Сергій Яромко (липень — грудень 2011)
- Сергій Боровський (січень — листопад 2012)
- Євген Линьов (лютий — березень 2013)
- Володимир Гольмак (березень — жовтень 2013)
- Євген Линьов (в.о. наприкінці 2013, 2014)